# スーザン・イーリア・マクニール
スーザン・イーリア・マクニール（Susan Elia MacNeal、生年非公開）は、アメリカ合衆国の作家。代表作は第二次世界大戦中のロンドンを舞台に、アメリカからやって来た才女マギー・ホープが活躍するミステリのシリーズ。

## 来歴
ニューヨーク州バッファローのナーディン・アカデミーで学び、1991年にマサチューセッツ州のウェルズリー大学を英語の学位を取得して卒業、成績上位15%の学生に与えられるクム・ラウデ（優等）を受賞した。別の大学で受けた授業の単位を自分の大学の単位に加算できるクロス・レジストレーションシステムを利用してマサチューセッツ工科大学の授業やハーバード大学のラドクリフ出版コースを受講した。
小説家ジョン・アーヴィングのアシスタントを務めた後、ランダムハウス、バイキング・ペンギン、ダンス・マガジンなどで編集者として勤めた。物書きとしてのキャリアは、2冊のノンフィクション、バレエやモダンダンス、人形劇の記事の執筆からスタートさせた。
2012年に上梓した処女作『チャーチル閣下の秘書』（原題：Mr. Churchill's Secretary ）は、バリー賞のペーパーバック部門を受賞した。また、エドガー賞 処女長編賞や、マカヴィティ賞新人賞、ディリス賞にノミネートされた。
2013年、シリーズ第2作『エリザベス王女の家庭教師』（原題：Princess Elizabeth's Spy ）はマカヴィティ賞のスー・フェダー歴史ミステリ賞にノミネートされた。同作のオーディオ版は2012年10月29日のニューヨーク・タイムズのベストセラー・リストに掲載された。
シリーズ第3作『国王陛下の新人スパイ』（原題：His Majesty's Hope ）もニューヨーク・タイムズのベストセラー・リスト入りを果たし、国際スリラー作家協会賞にノミネートされた。また、著名なテレビ司会者で知られるオプラ・ウィンフリーが「読まずにいられない7冊」に同作を挙げた。
2014年、続く第4作『スパイ学校の新任教官』（原題：The Prime Minister's Secret Agent ）もニューヨーク・タイムズのベストセラー・リストに入り、レフティ賞にノミネートされ、翌2015年に上梓した第5作『ファーストレディの秘密のゲスト』（原題：Mrs. Roosevelt's Confidante ）はアガサ賞歴史小説部門にノミネートされた。
第6作『バッキンガム宮殿のVIP』（原題：The Queen's Accomplice ）はUSAトゥデイのベストセラーとなり、書籍情報や書評を閲覧できるウェブサイト「Goodreads」で毎年利用者による投票で選ばれるGoodreads Choice Awardsでセミファイナルまで残ったほか、バリー賞にノミネートされた。
第7作『ホテル・リッツの婚約者』（原題：The Paris Spy ）はシリーズで初めてハードカバーで出版された後にペーパーバック化され、ニューヨーク・タイムズだけでなく、ワシントン・ポストやパブリッシャーズ・ウィークリーでもベストセラー・リスト入りし、アガサ賞にノミネートされた。
第8作"The Prisoner in the Castle" は2018年8月に刊行予定である。
マギー・ホープシリーズには実在の人物が多く登場し、物語を動かしていくが、その一例がウィンストン・チャーチル（イギリス首相）、エレノア・ルーズベルト（アメリカ合衆国大統領夫人）、ヴィルヘルム・カナリス（ドイツ軍人）、山本五十六（日本軍人）、エリザベス王女（後に女王）などである。また、『ファーストレディの秘密のゲスト』に登場するジョン・スターリングは作家のロアルド・ダールがモデルとされている。ヒロインのマギー・ホープも第二次大戦中に特殊作戦執行部に実際にいたとされる秘書兼スパイにインスパイアされている。
私生活では、1999年11月6日に人形遣いのノエル・マクニールとユニオン神学校で結婚した。現在はニューヨークのブルックリン区に夫と息子と暮らしている。

## 作品リスト

### ノンフィクション
- Wedding Zen: Simple, Calming Wisdom for the Bride (Chronicle Books, 2004)
- Infused: 100+ Recipes for Infused Liqueurs and Cocktails (Chronicle Books, 2006)

### マギー・ホープ シリーズ
| # | 邦題                           | 原題                              | 刊行年月   | 刊行年月   | 出版社                      | 訳者   |
| - | ------------------------------ | --------------------------------- | ---------- | ---------- | --------------------------- | ------ |
| 1 | チャーチル閣下の秘書           | Mr. Churchill's Secretary         | 2012年04月 | 2013年06月 | 東京創元社 〈創元推理文庫〉 | 圷香織 |
| 2 | エリザベス王女の家庭教師       | Princess Elizabeth's Spy          | 2012年10月 | 2014年03月 | 東京創元社 〈創元推理文庫〉 | 圷香織 |
| 3 | 国王陛下の新人スパイ           | His Majesty's Hope                | 2013年05月 | 2015年03月 | 東京創元社 〈創元推理文庫〉 | 圷香織 |
| 4 | スパイ学校の新任教官           | The Prime Minister's Secret Agent | 2014年     | 2015年10月 | 東京創元社 〈創元推理文庫〉 | 圷香織 |
| 5 | ファーストレディの秘密のゲスト | Mrs. Roosevelt's Confidante       | 2015年10月 | 2016年11月 | 東京創元社 〈創元推理文庫〉 | 圷香織 |
| 6 | バッキンガム宮殿のVIP          | The Queen's Accomplice            | 2016年     | 2017年11月 | 東京創元社 〈創元推理文庫〉 | 圷香織 |
| 7 | ホテル・リッツの婚約者         | The Paris Spy                     | 2017年     | 2018年09月 | 東京創元社 〈創元推理文庫〉 | 圷香織 |
| 8 | スコットランドの危険なスパイ   | The Prisoner in the Castle        | 2018年     | 2020年02月 | 東京創元社 〈創元推理文庫〉 | 圷香織 |